# Spedizione di Watts nelle Indie Occidentali ed in Virginia
La Spedizione di Watts nelle Indie Occidentali ed in Virginia nota anche col nome di Azione di Capo Tiburon fu una spedizione inglese nello Spanish Main nel corso della guerra anglo-spagnola. La spedizione ebbe inizio il 10 maggio e si concluse il 18 luglio 1590 e venne comandata da Abraham Cocke e da Christopher Newport. Questa venne finanziata in larga parte dal noto mercante londinese John Watts. Le navi inglesi intercettarono e dispersero i convogli spagnoli, affondando molte navi presso le colonie spagnole di Hispaniola, Cuba ed in Giamaica. Pur avendo perso un braccio nei combattimenti, Newport risultò vittorioso, catturando un ricco bottino. Una parte di questa spedizione portò a scoprire che la colonia di Roanoke era stata lasciata deserta, guadagnandole il soprannome di La Colonia perduta.

## Antefatto
Dalla fine del 1589 l'immediata minaccia di un'invasione spagnola dell'Inghilterra era stata vanificata. I mercanti londinesi si organizzarono quindi per organizzare delle compagnie per razziare lo Spanish Main. Nella primavera del 1590 una spedizione piratesca venne finanziata a Londra dal ricco mercante John Watts. Watts armò una piccola flotta con un misto di navi mercantili e vascelli affittati dalla corona inglese. La forza era composta dall'ammiraglia Hopewell (alias Harry e John, 22 cannoni, 160 tonnellate di carico) al comando del capitano Abraham Cocke, dalla Little John (160 tonnellate) di Christopher Newport e dalla pinaccia John Evangelist (35 tonnellate) di William Lane (fratello di Ralph Lane).
L'obbiettivo del gruppo era quello di razziare le Indie Occidentali spagnole e guadagnare quanto più possibile dalla spedizione, ma anche di aiutare nel viaggio di ritorno i coloni di Roanoke. Con la flotta partì anche John White, artista ed amico di sir Walter Raleigh che lo aveva accompagnato anche nelle precedenti spedizioni a Roanoke. Raleigh aiutò il raggruppamento della flotta con l'aiuto dello stesso White. La Hopewell e la Moonlight vennero pertanto votate poi ad aiutare i coloni di Roanoke prima di far ritorno in patria.

## La spedizione
Il 20 marzo gli inglesi salparono da Plymouth ed attraversarono l'Atlantico raggiungendo l'isola di Dominica il 10 maggio. Qui fecero il pieno di rifornimenti e due giorni dopo la Hopewell e la John Evangelist fecero rotta verso Porto Rico, lasciando la Little John temporaneamente al largo di Dominica ad intercettare l'eventuale arrivo di vascelli spagnoli. Le tre navi si ricongiunsero poi presso Saona Island.

### Santo Domingo
Il 29 maggio al largo della costa meridionale di Hispaniola, la formazione di Abraham Cocke si raggruppò con la Moonlight (alias Mary Terlanye (80 tonnellate) e la pinaccia Conclude (30 tonnellate) di Joseph Harris in mattinata. I vascelli riuniti da Cocke bloccarono la costa meridionale di Santo Domingo per due settimane, catturando il mercantile spagnolo Trinidad (60 tonnellate) e due fregate più piccole, il 17 ed il 25 giugno rispettivamente. Dopo questa azione gli inglesi ruppero il blocco e si portarono ad ovest verso la Penisola di Tiburon di Hispaniola.

### Da Tiburon alla Colonia di Santiago
Il 12 luglio quattordici navi spagnole vennero avvistate al largo di Tiburon. Queste navi erano partite da Santo Domingo da cinque giorni e dovevano trovarsi a L'Havana, godendo della scorta del galeone del capitano Vicente González. Le navi inglese si misero in posizione per inseguire le navi spagnole con la Little John e John Evangelist pronte ad assisterle.

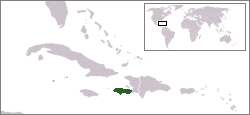
La Penisola di Tiburon ad Hispaniola (attuale Haiti)

Cocke diede immediatamente il segnale d'attacco; gli spagnoli che avevano visto gli inglesi avvicinarsi tentarono di prendere delle posizioni difensive, permettendo così ai vascelli più leggeri di fuggire senza dover fronteggiare il nemico. Quando però vide la nave di Newport dietro al vascello di Cocke, Gonzalez decise di ritirarsi dal combattimento. Gran parte del convoglio spagnolo si porto a sudovest dove venne inseguito sino a notte da sei navi che riuscirono a catturare unicamente una pinaccia.
La mattina successiva, la Hopewell, la Moonlight e la Conclude scoprirono il galeone spagnolo Bon Jesùs (350 tonnellate), la vice ammiraglia comandata dal capitano Manuel Fernández Correa e da Leonardo Doria ancorata non lontano dalla loro posizione. Cocke attaccò di sorpresa quindi gli spagnoli; con la Buen Jesús incapace di fuggire, sei spagnoli rimasero uccisi nello scontro e quattro furono i feriti. Gli inglesi tentarono quindi di abbordare la nave ma vennero respinti. Determinati, gli inglesi attaccarono per altre quattro ore il galeone. La nave venne infine catturata con 68 soldati spagnoli a bordo oltre a 20 tra morti e feriti, mentre gli inglesi persero 15 uomini.
Al termine dello scontro per la Buen Jesus, la Little John e la John Evangelist incontrarono il grosso delle forze di González a sudovest verso la colonia di Santiago (attuale Giamaica) e scambiarono con esso alcune bordate. Non appena gli spagnoli furono giunti alla baia di Caguaya gli inglesi immediatamente respinsero due navi. Con il fuoco intenso dell'artiglieria inglese questi furono in grado di costringere due delle sei navi spagnole a spostarsi verso Santiago de la Vega. Gli inglesi attaccarono dunque le altre navi, sconfiggendole dopo un breve scontro. Le navi nemiche conquistate tentarono di essere rimesse in mare, ma il tentativo fallì per i troppi danni strutturali subiti e queste affondarono. Gli inglesi salparono quindi a nord alla volta di Cabo Corrientes.
Il 14 luglio Cocke concesse la Buen Jesùs a Newport a protezione del suo carico da riportare in Inghilterra. I cannoni e le armi da fuoco della nave vennero invece concessi a Newport che si ritirò in Giamaica e poi a Cuba.

### Cayo Jutias

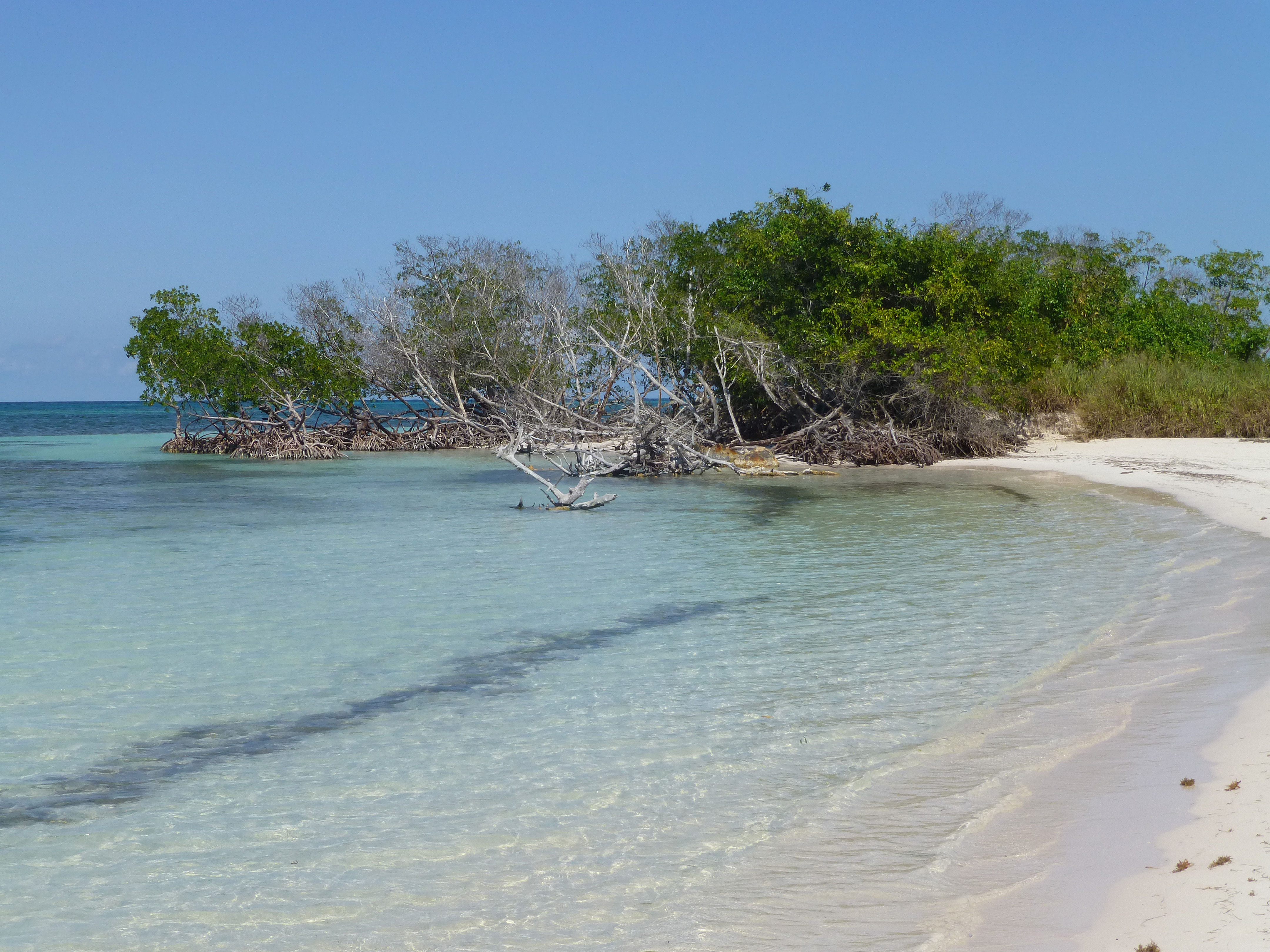
Cayo Jutias come appare oggi

Al tramonto del 18 luglio, la Little John di Newport e la John Evangelist avvistarono tre mercantili spagnoli al largo di Cayo Jutias (ovest de L'Avana a nord di Los Órganos). Queste navi appartenevano al convoglio del commodoro Rodrigo de Rada proveniente da Veracruz, che erano entrate nella capitale cubana cinque giorni prima. Gli inglesi attaccarono col favore della notte ed aprirono il fuoco costringendo le navi ad invertire la loro rotta. La mattina seguente gli inglesi accerchiarono le due rimanenti: la Nuestra Señora del Rosario (150 tonnellate) capitanata da Miguel de Acosta e la pinaccia Nuestra Señora de la Victoria (60 tonnellate) al comando di Juan de Borda. Gli spagnoli avevano legato insieme i due vascelli e gli inglesi iniziarono delle lunghe bordate che danneggiarono fortemente la Victoria. Gli inglesi riuscirono quindi ad avvicinare la Victoria e ad iniziare un furioso combattimento corpo a corpo. Newport uccise il capitano spagnolo ma venne colpito poco dopo dalla sciabolata di uno spagnolo che tentava di difendere il suo capitano; nell'evento perse completamente il braccio destro. Newport venne salvato da un sergente che uccise il nemico che minacciava di ucciderlo. Gli spagnoli vennero cacciati dal vascello e gli inglesi ottennero la nave con 5 morti e 16 feriti (tra cui Newport) mentre le perdite degli spagnoli furono ben più alte.
Gli inglesi a questo punto scoprirono che la Victoria era stata pesantemente danneggiata e affondò quindici minuti dopo portando con sé gran parte del carico d'argento che trasportava. L'obbiettivo successivo era il vascello spagnolo Rosario che venne abbordato poco dopo. Nel combattimento che ne seguì, gli inglesi persero 2 uomini ed ebbero 8 feriti. La Rosario affondò poco dopo a causa dei danni subiti; gli inglesi non ebbero altra scelta che ritirarsi a Cayo Jutias. Poco dopo Newport, pur trovandosi ancora in stato di shock, fu in grado di inviare l'ordine di rilasciare i prigionieri spagnoli e mandarli a terra. Newport ordinò il ritorno in patria.
Newport salpò alla volta dell'Inghilterra lasciando a Cocke l'incarico di guidare la Hopewell e la Moonlight con John White verso Roanoke per completare il resto della missione.

## La spedizione a Roanoke

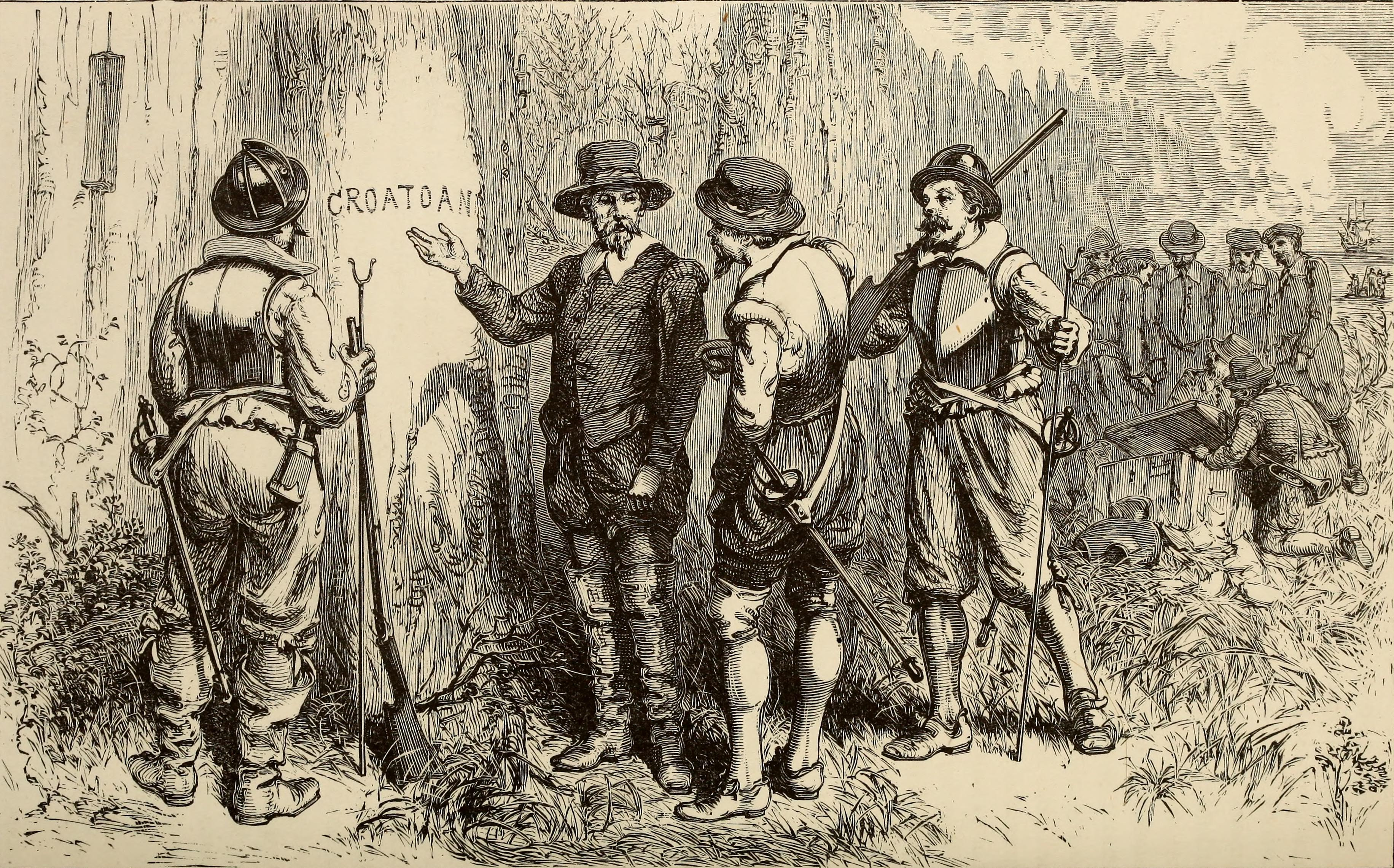
La scoperta della parola "Croatoan" incisa sulla palizzata della colonia

Nel frattempo, le altre navi della spedizione raggiunsero la colonia inglese di Ranoake. Lo sbarco di White venne impedito dalla scarsità d'acqua nella baia e dalle correnti avverse.
Il 18 agosto 1590 raggiunsero infine l'isola di Roanoke, ma trovarono la colonia abbandonata da lungo tempo. I coloni si interrogarono sulle lettere "CRO" incise su un tronco d'albero e sulla parola "CROATOAN" incisa su un legno della palizzata. Croatoan era il nome di un'isola vicina (l'attuale Isola di Hatteras) nonché di una tribù di nativi americani locale il che non era chiaro se l'abbandono della colonia fosse dovuto a necessità reali o a forze esterne. Gli inglesi, senza motivo di rimanere in loco, decisero di tornare a Plymouth il 24 ottobre 1590.

## Conseguenze
Newport tornò in patria accolto come un eroe all'inizio di settembre e godette dei profitti ricavati dalla spedizione. La conquista di maggior peso fu indubbiamente la Buen Jesus che giunse a Plymouth a settembre. A bordo vennero trovate 200 scatole di zucchero, almeno 250 000 kg di pelli, 100 000 chili di radice di zenzero, 20 000 chili di legno di guacayan, 12 hogsheads di chili, 600 kg di sarsaparilla, 1000 kg di canna da zucchero ed un valore di più di 4000 ducati in perle, oro e argento.
La spedizione inglese e la sconfitta dei convogli frustrarono gli spagnoli. Il loro comandante Rodrigo de Rada scrisse in seguito:
Galvanizzato dal successo totalizzato, pur avendo perduto un braccio, Newport ripartì per mare dopo la spedizione. L'anno successivo come capitano della Margaret minacciò gli spagnoli con una nuova spedizione finanziata da Watts: il blocco di Cuba occidentale. Tra il 1592 ed il 1595, capitanando la Golden Dragon, Newport tornò nuovamente nelle Indie occidentali. Nel 1592 ottenne il comando di una flottiglia piratesca e condusse altri attacchi nei Caraibi spagnoli. Al suo ritorno aiutò la cattura della Madre de Deus al largo delle Azzorre e con essa tornò in Inghilterra, divenendo un uomo molto ricco.

## Media
Newport viene rappresentato erroneamente con entrambe le braccia (interpretato da Christopher Plummer) nel film di Terence Malick dal titolo "The New World - Il nuovo mondo". Ancora oggi alla Christopher Newport University si trova una sua statua.